# Zădăreni
Zădăreni é uma comuna romena localizada no distrito de Arad, na região histórica da Transilvânia. A comuna possui uma área de 21.45 km² e sua população era de 2468 habitantes segundo o censo de 2007.